# 陳進丁
陳進丁（英語：Chen Chin-ting，1946年9月26日—），彰化縣福興鄉人，中華民國政治人物，曾代表中國國民黨及無黨團結聯盟任職立法委員，是無盟中少數親綠的成員。

## 選舉經歷
2004年在彰化縣參選立委當選；2005年參加彰化縣長，以最低票落選。
2008年參選第七屆立法委員，連任失敗。2010年8月4日與擔任彰化縣議員的女兒陳秀寶、二名兒子和媳婦，全家六人一起加入民主進步黨。2011年5月4日民主進步黨徵召他參加彰化縣第一選區立委選舉，並以420票之差敗給代表中國國民黨的王惠美，重新驗票後不影響當選結果。
2013年爭取民進黨彰化縣長提名失利，敗給魏明谷；隔年9月在2014年中華民國臺灣省鄉鎮市區長選舉中接受民進黨徵召參選福興鄉鄉長，結果為落選。選後仍擔任民進黨彰化縣黨部主委。

### 2005年彰化縣縣長選舉
| 號次 | 黨籍       | 姓名   | 得票    | 得票率 | 當選 |
| ---- | ---------- | ------ | ------- | ------ | ---- |
| 1    | 民主進步黨 | 翁金珠 | 270,949 | 40.52% |      |
| 2    | 中國國民黨 | 卓伯源 | 370,790 | 55.46% |      |
| 3    | 無黨籍     | 陳進丁 | 26,887  | 4.02%  |      |

### 2012年立法委員選舉
- 彰化縣第一選舉區（伸港鄉、線西鄉、和美鎮、鹿港鎮、福興鄉、秀水鄉）

| 號次 | 候選人 | 政黨       | 得票數 | 得票率 | 當選標記 |
| ---- | ------ | ---------- | ------ | ------ | -------- |
| 1    | 陳進丁 | 民主進步黨 | 62,664 | 34.99% |          |
| 2    | 施月英 | 台灣綠黨   | 2,718  | 1.52%  |          |
| 3    | 林益邦 | 無黨籍     | 50,612 | 28.26% |          |
| 4    | 王惠美 | 中國國民黨 | 63,084 | 35.23% |          |

### 2014年福興鄉長選舉
| 號次 | 候選人 | 性別 | 政黨       | 得票數 | 得票率 | 當選標記 |
| ---- | ------ | ---- | ---------- | ------ | ------ | -------- |
| 1    | 陳進丁 | 男   | 民主進步黨 | 12,360 | 45.24% |          |
| 2    | 粘禮淞 | 男   | 無黨籍     | 14,963 | 54.76% |          |

## 爭議
- 2008年，指對手陳秀卿在古蹟內偷蓋房子，陳女提起訴訟求償。臺灣高等法院臺中分院判陳賠償新台幣160萬元，經上訴駁回而確定。[2][3]

## 個人生活

### 家庭
陳進丁之女陳秀寳在2020年立法委員選舉擊敗中國國民黨的柯呈枋，成為彰化縣第一選舉區自2008年以來第一位民主進步黨籍立法委員。

## 外部連結
- 立法院 （页面存档备份，存于）